# Hugo Verriest
Pour les articles homonymes, voir Verriest.
Hugo Verriest, né à Deerlijk le 25 novembre 1840 et mort à Ingooigem le 27 octobre 1922, est un prêtre catholique et écrivain belge d'expression néerlandaise. Il a été l'un des plus importants défenseurs du flamingantisme culturel.

## Biographie
En 1857, alors qu'il étudiait au petit séminaire de Roulers, il a suivi pendant neuf mois les cours de Guido Gezelle. Il a été consacré prêtre en 1864.
Entre 1864 et 1867, il fut professeur à Bruges et de 1867 à 1877, il donna à son tour cours au petit séminaire de Roulers où il eut parmi ses élèves Albrecht Rodenbach. En 1877, il fut le directeur d'un couvent de religieuses à Heule et en 1878 principal du collège d'Ypres. En 1888, il a été nommé curé à Wakken et en 1895 à Ingooigem.
Hugo Verriest a été le père spirituel du mouvement estudiantin Blauwvoeterij. Il a répandu en Flandre-Occidentale le slogan : Dat volk moet herleven! (« Ce peuple doit renaître ! »). Par son charisme, il a eu une grande influence sur ses élèves qu'il enseignait dans la lignée de Guido Gezelle.
Par rapport à Gezelle – plus introverti – Verriest avait un tempérament politique davantage affirmé et un talent politique plus grand. Il a propagé la néerlandisation de l'enseignement moyen et supérieur en Flandre. De 1877 à 1881, il fut le rédacteur en chef du Vlaamsche Vlagge. Avec Emiel Lauwers et Alfons Depla, il a fondé de De Nieuwe Tijd. Il a également collaboré à la deuxième série de la revue Van Nu en Straks.
En 1906, il est reçu à la Koninklijke Vlaamse Academie voor Taal- en Letterkunde et l'université catholique de Louvain lui accorde le titre de docteur honoris causa.

## Œuvres
- 1899 – Regenboog
- 1900 – Drie geestelijke voordrachten (comprenant : Licht, Vroomheid, Sterkte).
- 1901 – Twintig Vlaamsche koppen
- 1903 – Op wandel
- 1904 – Voordrachten

## Source
- (nl) Cet article est partiellement ou en totalité issu de l’article de Wikipédia en néerlandais intitulé « Hugo Verriest » (voir la liste des auteurs).